# Ierburi aromatice

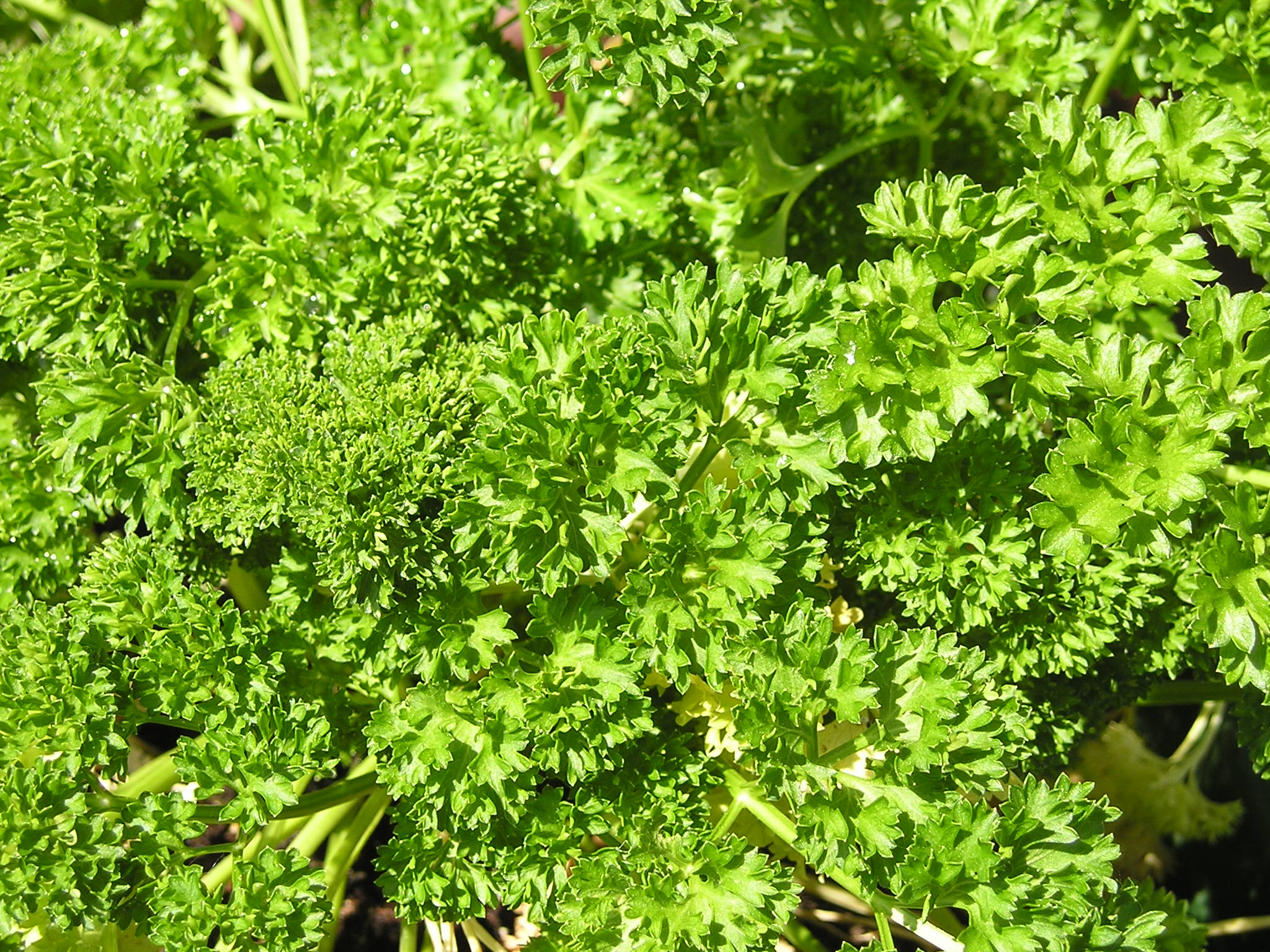
Pătrunjel (Petroselinum crispum)

Ierburile aromatice sau plantele aromatice sunt acele plante cultivate în grădini, livezi sau uneori pe suprafețe mari, pentru calitățile lor aromatice, fiind folosite cel mai adesea ca și condimente sau chiar, în scopuri medicale.
Sunt folosite, în general, frunzele, proaspete sau deshidratate pentru a spori aroma produselor culinare, fie că sunt lăsate crude, fie că sunt fierte.
Foarte des sunt întâlnite în bucătăria mediteraneană, în diverse combinații, cea mai cunoscută fiind cea de arpagic, asmățui, patrunjel si tarhon.
Pentru o lungă perioadă de timp, diversele tipuri de ierburi au fost ignorate, cu excepția de mentei, a patrunjelului  și a usturoiului. Altele au fost cunoscute doar la nivel local.
Ele aparțin, în principal de trei familii botanice:
- Alliaceae: usturoi, praz, arpagic, ceapă, ...
- Apiaceae: chimen, asmățui, fenicul, patrunjel, ...
- Lamiaceae: isop, maghiran, menta, oregano, cimbru, salvie, cimbru, busuioc ...

Unele ierburi uscate sau puse la macerat au o aromă foarte puternică și ar trebui să fie folosite cu moderație.